# Юджин Гаффні
Юджин Гаффні (англ. Eugene Gaffney) — американський палеонтолог і провідний експерт у галузі морфології та еволюційної історії черепах.

## Біографія
Гаффні закінчив Ратгерський університет у 1965 році та отримав ступінь доктора філософії в 1969 році, захистивши дисертацію на тему «Північноамериканські Baenoidea та дихотомія Cryptodire-Pleurodire» у Колумбійському університеті, де він згодом викладав як ад'юнкт-професор протягом більшої частини своєї кар'єри. У 1970 році став працювати куратором викопних рептилій, амфібій і птахів у відділі палеонтології хребетних Американського музею природної історії. Починаючи з посади помічника куратора в 1970 році, він був підвищений до асоційованого куратора в 1973 році і до куратора в 1980 році. У 2007 році він пішов на пенсію як почесний куратор. Він є автором понад 100 публікацій з систематики та філогенії черепах.
Доктор Гаффні був піонером у використанні кладистики в дослідженнях черепах. Він проводив польові дослідження у Канаді та США, Центральній Європі, Південній Африці, Китаї, Аргентині, Бразилії та Австралії, де вивчав еволюцію гігантської рогатої черепахи Meiolania.

## Вибрані публікації
- Brinkman, D.B., Holroyd, P.A., Gardner, J.D. (2012).(editors) «Morphology and Evolution of Turtles: Proceedings of the Gaffney Turtle Symposium 2009». Springer Dordrecht, 577 pp.
- Gaffney, E,S. (1972). The systematics of the North American family Baenidae (Reptilia, Cryptodira). Bulletin of the American Museum of Natural History, 147: 241—320.
- Gaffney, E. S. (1975). A phylogeny and classification of the higher categories of turtles. Bulletin of the American Museum of Natural History 155(5): 389—436. on-line
- Gaffney, E. S. (1979). The Jurassic turtles of North America. Bulletin of the American Museum of Natural History 162 (3): 91-136.
- Gaffney, E. S. (1979). An introduction to the logic of phylogeny reconstruction. In J. Cracraft and N. Eldredge (editors), Phylogenetic analysis and paleontology: 79-111. New York: Columbia University Press.
- Gaffney, E. S. (1980). Phylogenetic relationships of the major groups of amniotes. In A. L. Panchen (editor), The terrestrial environment and the origin of land vertebrates: 593—610. London, New York: Academic Press.
- Gaffney, E. S., & P. A. Meylan. (1988). A phylogeny of turtles. In M. J. Benton, (editor), The phylogeny and classification of tetrapods: 157—219. Oxford: Clarendon Press.
- Gaffney, E. S. (1990). Dinosaurs A Golden Guide. Western Publishing Company, Inc. 160 pp.
- Norell, M. A., Gaffney, E. S., & Dingus, L. (1995). Discovering Dinosaurs in the American Museum of Natural History. Alfred A. Knopf, 204 pp.
- Gaffney, E. S. (1996) The postcranial morphology of Meiolania platyceps and a review of the Meiolaniidae. Bulletin of the American Museum of Natural History ; no. 229 on-line
- Gaffney, E. S., Tong, H., & Meylan, P. A. (2006) Evolution of the side-necked turtles: the families Bothremydidae, Euraxemydidae, and Araripemydidae. Bulletin of the American Museum of Natural History, no. 300 on-line
- Шаблон:Cite LSA